# Czechy na letnich igrzyskach olimpijskich
Czechy  startują na letnich igrzyskach olimpijskich od igrzysk w Paryżu w 1900 roku. Od 1900 roku do igrzysk w Sztokholmie w 1912 kraj startował pod nazwą Królestwo Czech, a od igrzysk w Atlancie w 1996 roku do dziś pod nazwą Republika Czeska. Dorobek medalowy tych reprezentacji liczony jest oddzielnie. W latach 1920–1992 sportowcy z Czech startowali w ramach reprezentacji Czechosłowacji.

## Czechy w latach 1996 do dziś

### Klasyfikacja medalowa według igrzysk
| Igrzyska            | Złoto | Srebro | Brąz | Razem |
| ------------------- | ----- | ------ | ---- | ----- |
| 1996 Atlanta        | 4     | 3      | 4    | 11    |
| 2000 Sydney         | 2     | 3      | 3    | 8     |
| 2004 Ateny          | 1     | 3      | 5    | 9     |
| 2008 Pekin          | 3     | 3      | 0    | 6     |
| 2012 Londyn         | 4     | 3      | 4    | 11    |
| 2016 Rio de Janeiro | 1     | 2      | 7    | 10    |
| 2020 Tokio          | 4     | 4      | 3    | 11    |
| 2024 Paryż          | 3     | 0      | 2    | 5     |
| Razem               | 22    | 22     | 28   | 72    |

### Klasyfikacja medalowa według dyscyplin
| Dyscyplina     | Złoto | Srebro | Brąz | Razem |
| -------------- | ----- | ------ | ---- | ----- |
| Lekkoatletyka  | 5     | 3      | 8    | 16    |
| Kajakarstwo    | 7     | 6      | 6    | 19    |
| Strzelectwo    | 3     | 4      | 4    | 11    |
| Tenis ziemny   | 2     | 3      | 4    | 9     |
| Judo           | 2     | 0      | 0    | 2     |
| Wioślarstwo    | 1     | 3      | 1    | 5     |
| Kolarstwo      | 1     | 1      | 0    | 2     |
| Pięciobój now. | 1     | 0      | 1    | 2     |
| Boks           | 0     | 1      | 0    | 1     |
| Żeglarstwo     | 0     | 1      | 0    | 1     |
| Szermierka     | 0     | 0      | 2    | 2     |
| Triathlon      | 0     | 0      | 1    | 1     |
| Zapasy         | 0     | 0      | 1    | 1     |

## Królestwo Czech w latach 1900–1912

### Klasyfikacja medalowa według igrzysk
| Igrzyska       | Złoto             | Srebro            | Brąz              | Razem             |
| -------------- | ----------------- | ----------------- | ----------------- | ----------------- |
| 1900 Paryż     | 0                 | 1                 | 1                 | 2                 |
| 1904 St. Louis | Brak uczestnictwa | Brak uczestnictwa | Brak uczestnictwa | Brak uczestnictwa |
| 1908 Londyn    | 0                 | 0                 | 2                 | 2                 |
| 1912 Sztokholm | 0                 | 0                 | 0                 | 0                 |
| Razem          | 0                 | 1                 | 3                 | 4                 |

### Klasyfikacja medalowa według dyscyplin
| Dyscyplina    | Złoto | Srebro | Brąz | Razem |
| ------------- | ----- | ------ | ---- | ----- |
| Lekkoatletyka | 0     | 1      | 0    | 1     |
| Szermierka    | 0     | 0      | 2    | 2     |
| Tenis ziemny  | 0     | 0      | 1    | 1     |